# Boucau
Boucau – miejscowość i gmina we Francji, w regionie Nowa Akwitania, w departamencie Pireneje Atlantyckie.
Według danych na rok 1990 gminę zamieszkiwały 6814 osoby, a gęstość zaludnienia wynosiła 1171 osób/km² (wśród 2290 gmin Akwitanii Boucau plasuje się na 54. miejscu pod względem liczby ludności, natomiast pod względem powierzchni na miejscu 1371.).